# David Carney
Pour les articles homonymes, voir Carney.
David Carney, né le 30 novembre 1983 à Sydney, est un footballeur international australien. Il évolue au poste de défenseur reconverti entraîneur.

## Sélections
- 40 sélections et 6 buts avec l' Australie depuis 2006.

## Palmarès

### En club
- Sydney FC
  - Vainqueur du Championnat d'Australie : 2006
- FC Twente
  - Vainqueur du Championnat des Pays-Bas : 2010
  - Vainqueur du Johan Cruijff Shield : 2010

### En sélection
- Australie
  - Finaliste de la Coupe d'Asie des nations : 2011